# Typhlodromips assiniboin
Typhlodromips assiniboin är en spindeldjursart som först beskrevs av Chant och Hansell 1971.  Typhlodromips assiniboin ingår i släktet Typhlodromips och familjen Phytoseiidae. Inga underarter finns listade i Catalogue of Life.